# Sonata para violín n.º 36 (Mozart)

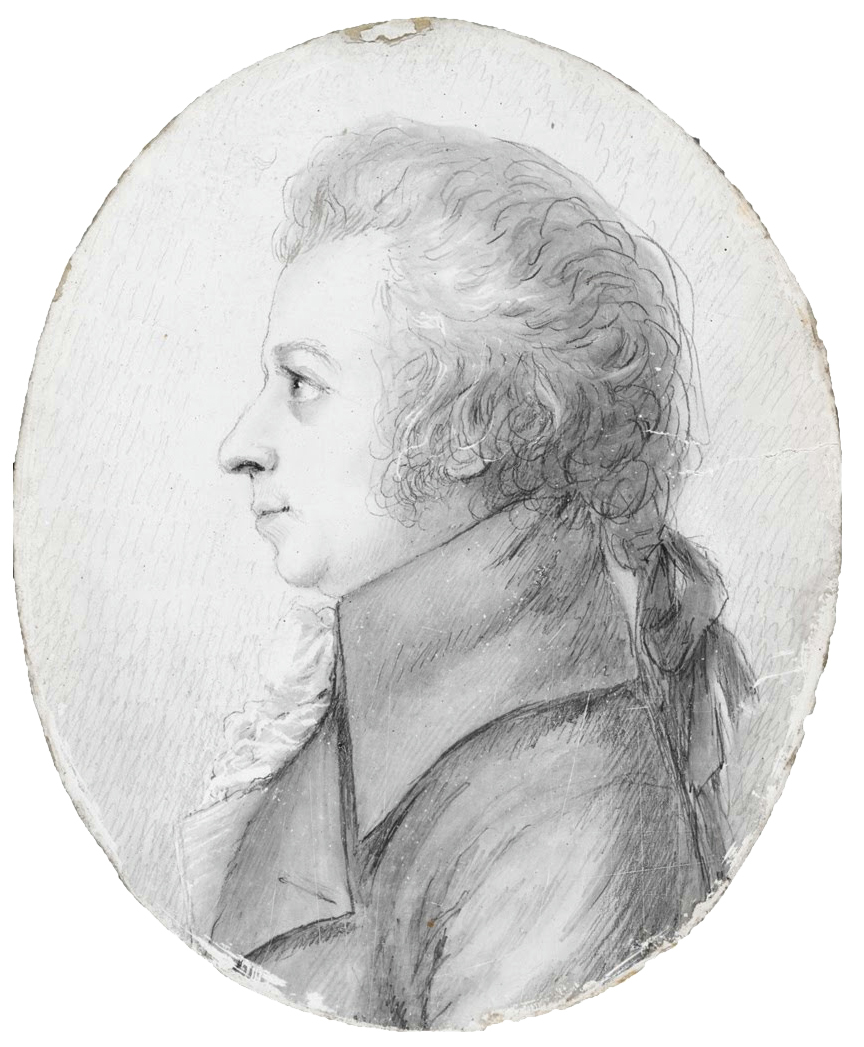
Mozart drawing Doris Stock

La Sonata para violín n.º 36 en fa mayor, K. 547 fue completada en Viena el 10 de julio de 1788 por Wolfgang Amadeus Mozart. La sonata recibe con frecuencia el sobrenombre de Para principiantes y fue concluido un par de semanas después de la Sonata para piano n.º 16 (KV 545), que recibe el mismo sobrenombre. A diferencias de las sonatas para violín previas, en las que este instrumento jugaba un papel de igualdad con respecto al piano, esta sonata está dominada por la parte de teclado. En este sentido, solo la parte de violín es de fácil ejecución, mientras que la parte para teclado no sería «para principiantes».

## Estructura
Consta de tres movimientos, todos ellos en la tonalidad de fa mayor:
1. Andante cantabile
2. Allegro
3. Andante con variazioni

Los movimientos no están ordenados según el esquema típico: la obra presenta un primer movimiento de tempo lento, que da lugar al expansivo Allegro en forma sonata como segundo movimiento. Hay un significante diálogo entre la parte de violín y la de teclado en el movimiento inicial, pero el teclado domina los otros dos. La sonata concluye con una serie de seis variaciones sobre un tema sencillo: de ellas, la cuarta es la única que se caracteriza por la preeminencia del violín y la quinta está escrita en fa menor para teclado solo.
El segundo movimiento fue arreglado para piano solo junto con una transcripción del finale de la sonata para piano en do mayor, KV 545, para formar la Sonata para piano en fa mayor (KV 547a).